# Застуда
Засту́да, або просту́да, — інфекційне захворювання частіше вірусного походження, яке уражає верхні дихальні шляхи. І тоді певною мірою тотожне поняттю ГРВІ. Хоча рідше застуду можуть спричинити й інші мікроорганізми, зокрема бактерії.
Передусім уражається ніс, однак можливим є і поширення хвороби на інші відділи дихальної системи: горло, навколоносові пазухи, гортань, бронхи. Клінічні прояви захворювання зазвичай з'являються в перші дві доби після інфікування: кашель, біль у горлі, нежить, чхання, головний біль і гарячка, зазвичай помірна. Видужання настає здебільшого через 7—10 діб, хоча деякі прояви можуть залишатись до трьох тижнів. У деяких випадках, на тлі фонових захворювань, застуда може ускладнитися запаленням легень.
У виникненні застуди беруть участь понад 200 штамів вірусів, серед яких найпоширенішими є риновіруси, коронавіруси, аденовіруси та ентеровіруси. Збудники поширюються безпосередньо повітряно-крапельним механізмом передачі інфекції під час тісного контакту з інфікованою людиною — й опосередковано — побутовим шляхом через інфіковані предмети довкілля, звідки віруси проникають до ротової або носової порожнини. Факторами ризику є відвідування місць скупчення людей, переохолодження, порушення режиму сну, психологічний стрес тощо. Симптоми захворювання виникають передусім через імунну відповідь організму на проникнення вірусу, аніж через безпосередньо руйнівний вплив вірусів на дихальну систему. Певною мірою подібні клінічні прояви виникають і у хворих на грип, однак в цьому випадку вони проявляються з виразною інтоксикацією, проявляються значно гостріше. Окрім того, грип набагато рідше зумовлює нежить.
Дієвої вакцини до застуди не існує. Це пов’язано зі швидкою мутацією та різноманітністю вірусів, які викликають застуду. Основними методами профілактики є миття рук, уникнення доторкання до очей, носа та рота брудними руками, уникання інфікованих людей. Люди вважаються заразними, доки присутні симптоми. Деякі дослідження стверджують ефективність використання масок для обличчя. Методи етіотропної та патогенетичної терапії відсутні — лікування симптоматичне. Застосовують нестероїдні протизапальні засоби (НПЗЗ), такі як ібупрофен, для втамування болю. Однак антибіотики не слід використовувати, оскільки всі застуди викликані вірусами, а не бактеріями. Дослідження не підтверджують позитивний вплив протикашльових засобів.
Застуда є найпоширенішим інфекційним захворюванням серед людей. Середньостатистична доросла особа занедужує застудою від двох до чотирьох разів щороку, а середньостатистична дитина від шести до восьми разів щороку. Пік захворюваності припадає на зиму. Людина стикається з цим захворюванням ще зі стародавніх часів.

## Історія
Хоча причини захворювання були з'ясовані лише в 1950-х роках, людина стикалась із захворюванням ще зі стародавніх часів. Симптоми застуди та її лікування описані в єгипетському папірусі Еберса, найстарішому відомому нам медичному тексті, що був написаний близько 16 століття до нашої ери. Саме слово «застуда» пов'язує виникнення захворювання з остудженням, тобто переохолодженням організму.
1946 року в Об'єднаному Королівстві було створено Відділення з досліджень застуди при Раді медичних досліджень, де 1956 року і було вперше виявлено риновірус. У 1970-х Відділення продемонструвало, що інтерферони справляють певний захисний вплив на організм під час інкубаційного періоду риновірусу, але практичний спосіб лікування виробити не вдалось. Відділення було закрито 1989 року, два роки по завершенню дослідження застосування пастилок глюконату цинку для профілактики та лікування застуди риновірусної етіології. Глюконат цинку був єдиним успішним засобом для лікування застуди за всю історію існування відділення[джерело?].

## Ознаки та симптоми

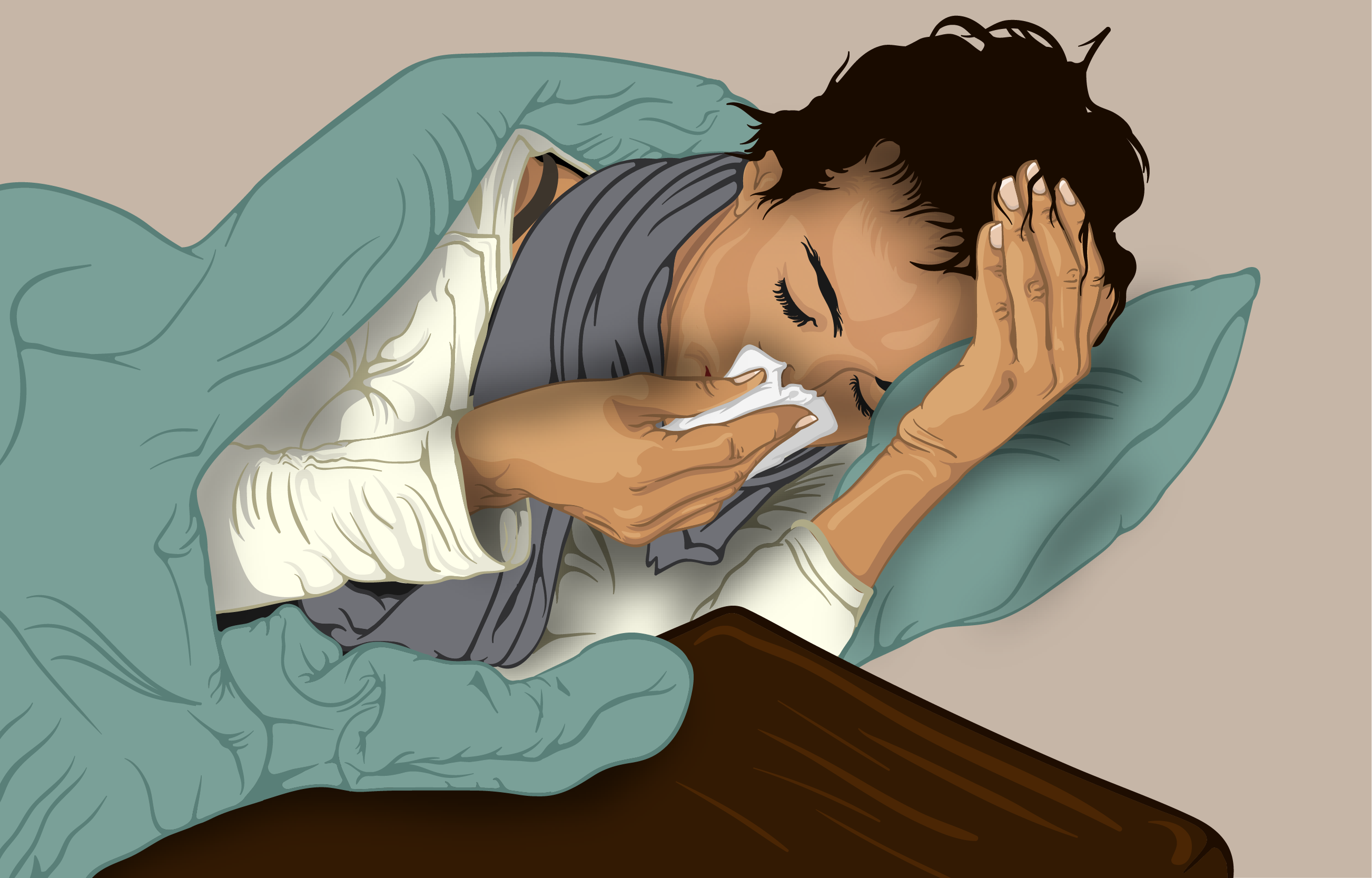
Жінка з симптомами застуди

Типовими симптомами застуди є кашель, нежить, чхання, закладеність носа та біль у горлі, які іноді супроводжуються болем у м'язах, втомою, головним болем та втратою апетиту. Біль у горлі спостерігається приблизно у 40 % випадків, кашель — приблизно у 50 %, і біль у м'язах — приблизно у 50 %. У дорослих, як правило, не буває високої температури, але вона часто спостерігається у немовлят та маленьких дітей. Кашель зазвичай слабший, ніж при грипі. Хоча кашель і лихоманка вказують на більшу ймовірність грипу у дорослих, між цими двома станами існує велика схожість. Деякі віруси, що спричиняють застуду, може також призводити до безсимптомних інфекцій.
Колір слизу або носового секрету може варіюватися від прозорого до жовтого до зеленого і не вказує на тип збудника інфекції.

### Прогресування
Застуда зазвичай починається з втоми, відчуття ознобу, чхання та головного болю, після чого через кілька днів з'являється нежить і кашель. Симптоми можуть початися протягом шістнадцяти годин після зараження і зазвичай досягають піка через два-чотири дні після початку. Зазвичай вони проходять через сім-десять днів, але у деяких випадках можуть тривати до трьох тижнів. Середня тривалість кашлю становить вісімнадцять днів, а в деяких випадках у людей розвивається поствірусний кашель, який може тривати й після зникнення інфекції. У дітей кашель триває понад десять днів у 35-40 % випадків, а в 10 % — понад 25 днів.

## Поширення

Дихальні шляхи людини

Застуда є найпоширенішим гострим ураженням верхніх дихальних шляхів у розвинених країнах, в середньому за рік дорослий хворіє на застуду не рідше 2−3 разів, дитина — 6−10 разів на рік.
До числа найпоширеніших та добре відомих причин застуди (окрім грипу, який через свою величезну епідемічну потенцію та наслідки виносять за межі об'єднання ГРВІ) відносять:
- аденовірусна інфекція
- парагрип
- респіраторно-синцитіальна інфекція
- риновірусна інфекція
- бокавірусна інфекція
- коронавірусна інфекція
- метапневмовірусна інфекція

Загалом, близько 200 вірусів здатні спричинити застуду.
Разом з тим, ураження дихальних шляхів можуть спричиняти й невірусні агенти (бактерії, найпростіші, гриби тощо). Їх не відносять до поняття «застуда», а в українській медичній термінології включають до об'єднання «ГРЗ» (гострі респіраторні захворювання). Іноді цей термін використовують для означення того, що причина, яка зумовила ураження дихальних шляхів, ще невияснена на момент обстеження хворого.

## Епідеміологічні особливості
Джерелом збудників застуди є хворі з вираженими або стертими формами хвороби, рідше — здорові вірусоносії. Зараження відбувається повітряно-крапельним механізмом передачі інфекції. Інфікування частіше настає під час розмови, кашлю, чхання. Велика кількість підвидів, серотипів, штамів більшості збудників ГРВІ та типоспецифічність імунітету є причиною того, що на застуду люди (передусім діти) хворіють багаторазово протягом життя. Рівень захворюваності підвищується в осінньо-зимовий період і ранньою весною, у вологу і холодну погоду. Захворюваність здебільшого спорадична, але можуть виникати й епідемічні спалахи.

## Лабораторна діагностика
Для тих ГРВІ, що спричиняють застуду і перебігають з гарячкою, характерними є типові зміни в загальному аналізі крові за умови неускладненого перебігу, а саме — нормоцитоз або лейкопенія, відносний лімфомоноцитоз та нормальні показники ШОЕ. При виникненні бактеріальних ускладнень може з'явитися лейкоцитоз, нейтрофільоз та підвищення ШОЕ.
У багатьох випадках розшифровку етіології ГРВІ проводити не потрібно, адже ці хвороби перебігають сприятливо та не мають етіотропного лікування. Для етіологічного підтвердження причини застуди у непевних випадках застосовують ІФА, ПЛР тощо. Методи експрес-діагностики включають РІФ та імунохроматографію (ІХГ), але вони мають меншу діагностичну цінність внаслідок меншої чутливості та специфічності, що призводить до виникнення хибнопозитивних або хибнонегативних результатів дослідження.

## Лікування
Хворих лікують переважно вдома, для значної більшості епізодів застуди характерний самолімітуючий перебіг. Корисним є постільний режим і гарний сон. При легких неускладнених формах хвороби лікування патогенетичне — (лікарські засоби для відновлення носової прохідності, для зменшення запалення у горлі, відхаркувальні тощо). Госпіталізують лише хворих з тяжким і ускладненим перебігом ураження, а також тих, хто має тяжкі фонові хвороби (гіпертонічна хвороба, бронхіальна астма, ниркова недостатність тощо), за епідеміологічними показаннями. Жарознижувальні, анальгетики не доцільні. Антибіотики призначають лише при приєднанні бактерійної флори і розвитку ускладнень.
Корисним при застуді є пиття гарячого чаю, узвару тощо, що дає зменшення інтоксикації. Непоганим є поєднання овочів та курячого бульйону. Органосульфіди, які є в цибулі, у комбінації з вітамінами стимулюють виробництво імунних клітин. У курячому бульйоні міститься карнозин — речовина, яка допомагає імунній системі подолати хворобу на ранній стадії.
Науковці стверджують, що деяка фізична активність може допомогти у боротьбі із застудою. Поки немає достатньої інформації про вплив фізичних вправ на тривалість захворювання, проте відомо, що люди, які займаєся спортом регулярно, хворіють рідше.

### Народні методи
Біля ліжка хворого кладуть блюдце з дрібно нарізаним часником. Носоглотку можна промивати розчином, який готують так: на склянку теплої води додають половину чайної ложки солі і 3-4 краплі 5 % настоянки йоду.
Корисною є медово-часникова «каша»: натерти часник і змішати з липовим медом; приймати по одній чайній ложці тричі на день, запиваючи теплою водою.
Німецький експерт з монастирської медицини і фітотерапії Йоханнес Готфрід Маєр і його колеги з наукового центру у Вюрцбурзі стверджують, що застуду лікує краще над усе цибуля в шкарпетках. Вони рекомендують дрібно нарізану цибулю насипати в шкарпетки, надіти їх і лягти в ліжко. А перед цим добре випити чаю з медом. Причому, як показали дослідження в Німеччині, краще над усе — з гречаним медом.

## Профілактика
Для загальної профілактики застуди слід загартовувати організм за допомогою фізичних вправ, ходьби на свіжому повітрі, водних процедур, вітамінотерапії, природних фітонцидів, які містяться в часнику та цибулі, різноманітних ефірних олій. Слід привчати себе дихати тільки через ніс.
Регулярне миття рук виявляється ефективним для зменшення передачі вірусів застуди, особливо серед дітей. Невідомо, чи додавання противірусних препаратів або антибактеріальних засобів до звичайного миття рук дає більшу користь. Носіння масок для обличчя, коли ви перебуваєте поруч з інфікованими людьми, може бути корисним; однак немає достатніх доказів для підтримання більшої соціальної дистанції.
Невідомо, чи впливають добавки цинку на ймовірність застуди.

## Вплив на суспільство
Економічні наслідки застуди недостатньо вивчені у більшості країн світу. У Сполучених Штатах застуда призводить до 75-100 мільйонів відвідувань лікарів щороку, що за консервативними оцінками коштує 7,7 мільярда доларів на рік. Американці витрачають 2,9 мільярда доларів на безрецептурні ліки та ще 400 мільйонів доларів на рецептурні препарати для полегшення симптомів. Більш ніж одна третина людей, які зверталися до лікаря, отримували рецепт на антибіотики, що мають наслідки у вигляді стійкості до антибіотиків. За оцінками, 22-189 мільйонів шкільних днів щорічно пропускаються через застуду. Як наслідок, батьки пропускають 126 мільйонів робочих днів, щоб залишитися вдома і доглядати за своїми дітьми. Якщо додати до цього 150 мільйонів робочих днів, пропущених працівниками, які застудилися, то загальний економічний вплив втрат робочого часу через застуду перевищує 20 мільярдів доларів на рік. Це становить 40 % часу, втраченого на роботі в Сполучених Штатах.